# 澳門格蘭披治賽車大樓
澳門格蘭披治賽車大樓（葡萄牙語：Edifício do Grande Prémio de Macau）位於澳門東望洋跑道海港前地及友誼大馬路的起點處，乃澳門格蘭披治大賽車的籌備、指揮及後勤中心，設計針對國際汽聯洲際盃三級方程式賽、澳門格蘭披治電單車兩項國際賽事以及其他本地支援賽。澳門格蘭披治大賽車組織委員會在這裡進註去籌備每年賽事。位置位於外港境內，澳門水庫與外港客運碼頭之間；現在不僅是高速快船的渡口，更是居民遊客往來港澳的重要出入點。

## 歷史

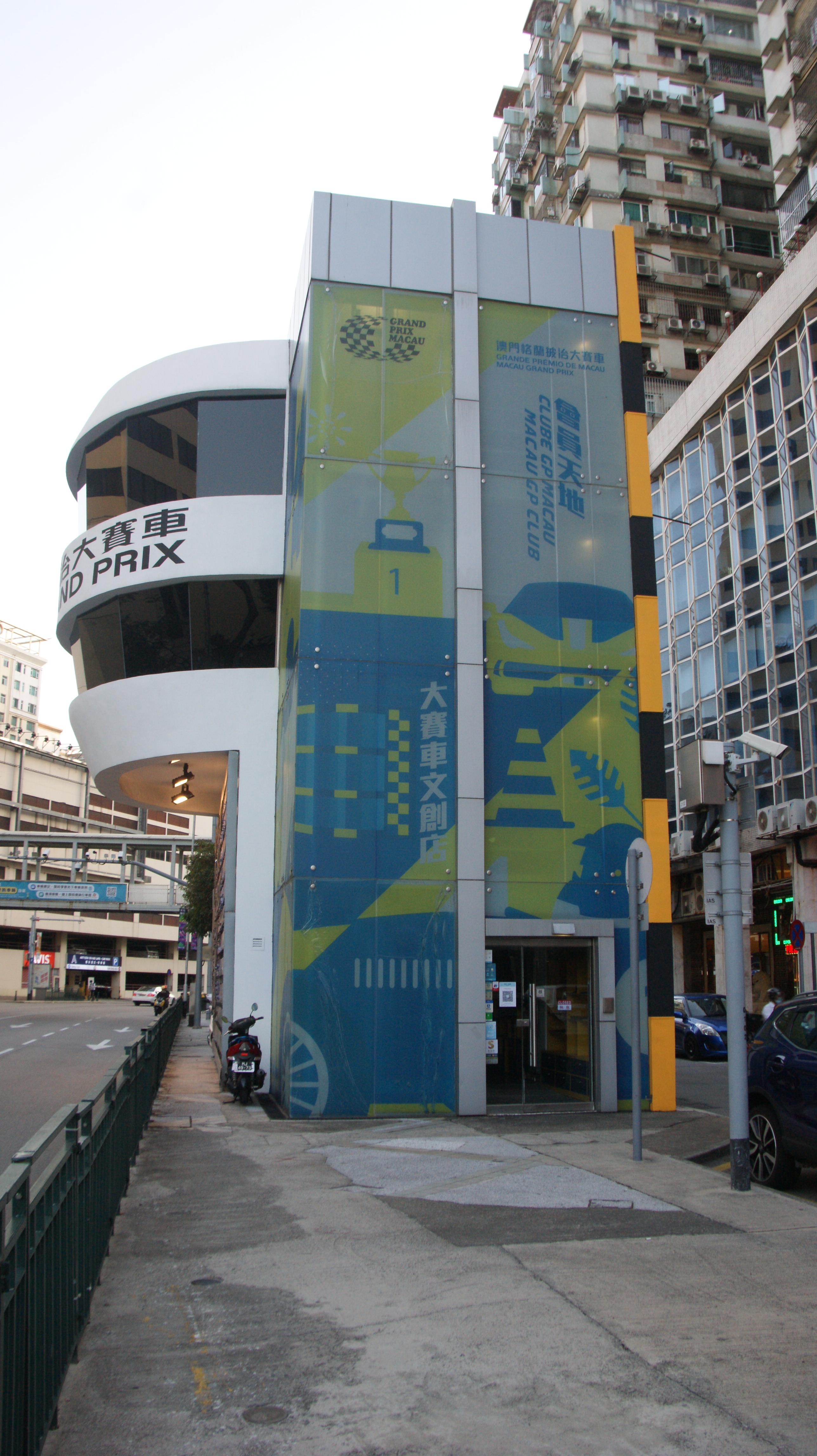
澳門格蘭披治大賽車文創店

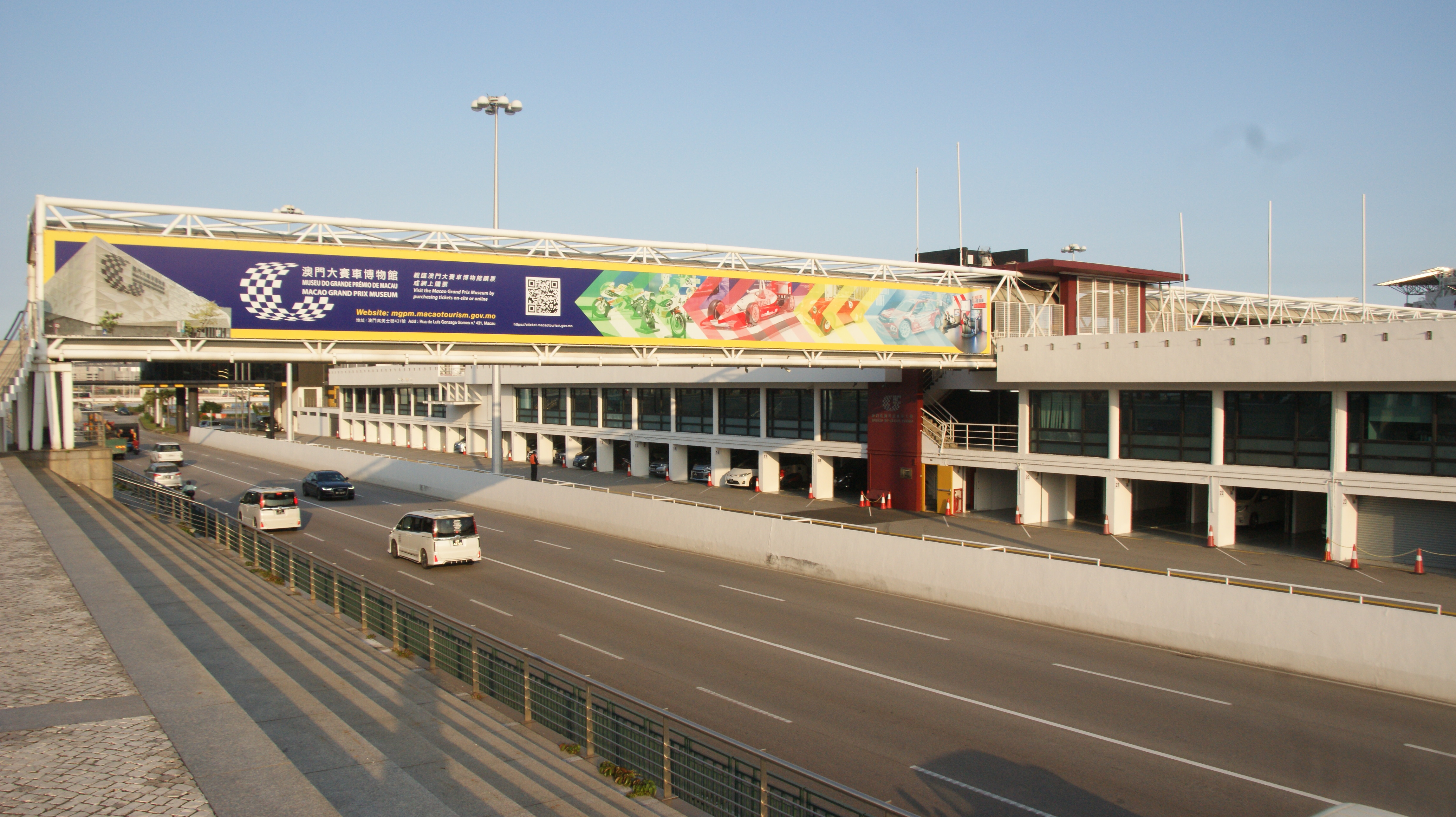
賽車大樓

從1954年開始從文華東方彎（Mandarin Oriental Bend）旁建立臨時賽事控制塔作為賽道起點和終點，身旁只有臨時用途搭建簡陋的木製看台和維修站，作為賽事的指揮與後勤之用。由於第一屆籌備時間相當短少，加上賽車愛好者組成私人機構負責，因此當時在經費不足的情況，在設施非常簡陋下比賽。
之後大賽車的規模不斷擴大，澳門格蘭披治籌委會主席、澳門旅遊司司長安棟樑在宣佈舉行第三十八屆大賽車時表示，已獲國際賽事聯盟批准，澳門新外港碼頭前將興建新澳門格蘭披治中心，並於1992年1月動工，1993年11月澳門大賽車四十週年紀念前完成，並稱中心落成之日標誌着澳門大賽車將成為世界上擧辦歷史最久而未因其他原因而停辦過的賽事。安棟樑在記者會上介紹，新中心的設施包括賽事修理場、騐查站、可停放40輛賽車的賽道停車站、計時站、新聞中心及賽事控制塔。新中心的興建工程還包括改劃現時的賽道，興建新修車場及遷移起點和終點位置。
到1993年澳門格蘭披治賽車四十週年，耗資五千萬元興建的新賽車中心於11月13日正式啟用。由旅遊、傳播曁文化事務高樹維表示，該中心可提高本澳賽重之國際地位，從而幫助本澳旅遊事業發展。當局現正考慮在非賽車期間，開放新賽車中心的停車場，或者在該中心內設置旅遊服務單位，以這些收入來支付該中心的保養及維修養用，而舊賽車看台亦拆卸，有關土地已由澳門娛樂公司買下。位於新口岸新港澳碼頭前面，佔地總面積一萬二千六百平方米，設施包括行政大樓，賽事控制塔，修理站，地下（兩層）停車場。其中修理站有四十個，每個面積四十平方米，站與站之間以捲閘間格，並可據車隊大小進行調整，主要為參加三級方程式，格蘭披士電單車及東望洋賽事之車隊使用。至於地下（兩層）停車場則可供六百部車輛停泊。
大樓已沿用多年，適逢2013年為大賽車鑽禧，大賽車委員會正在擴建該大樓，為工作人員提供更多空間。工程分兩期進行，首期控制塔會擴容兩倍，趕及今年六十屆大賽車前完成運作，明年初繼續第二部分工程。安棟樑表示，賽車大樓控制塔屬賽事的心臟地帶，現有的大樓設施使用已達極限。以控制塔為例，過去多個部門集中於同一地方工作，賽事監督工作空間不足，為配合大型賽事需求，有必要擴建以應付賽事。
大會計劃在賽車大樓對面車房加建一層作為工作空間，屬臨時建築。初步擬遷移原位於大樓內的媒體中心，預計在第70屆大賽車期間會使用。初步計劃遷移媒體中心，令傳媒、其他聯會工作空間更大、更充裕，環境更理想。希望藉今屆大賽車令各方面條件更理想。

## 設施

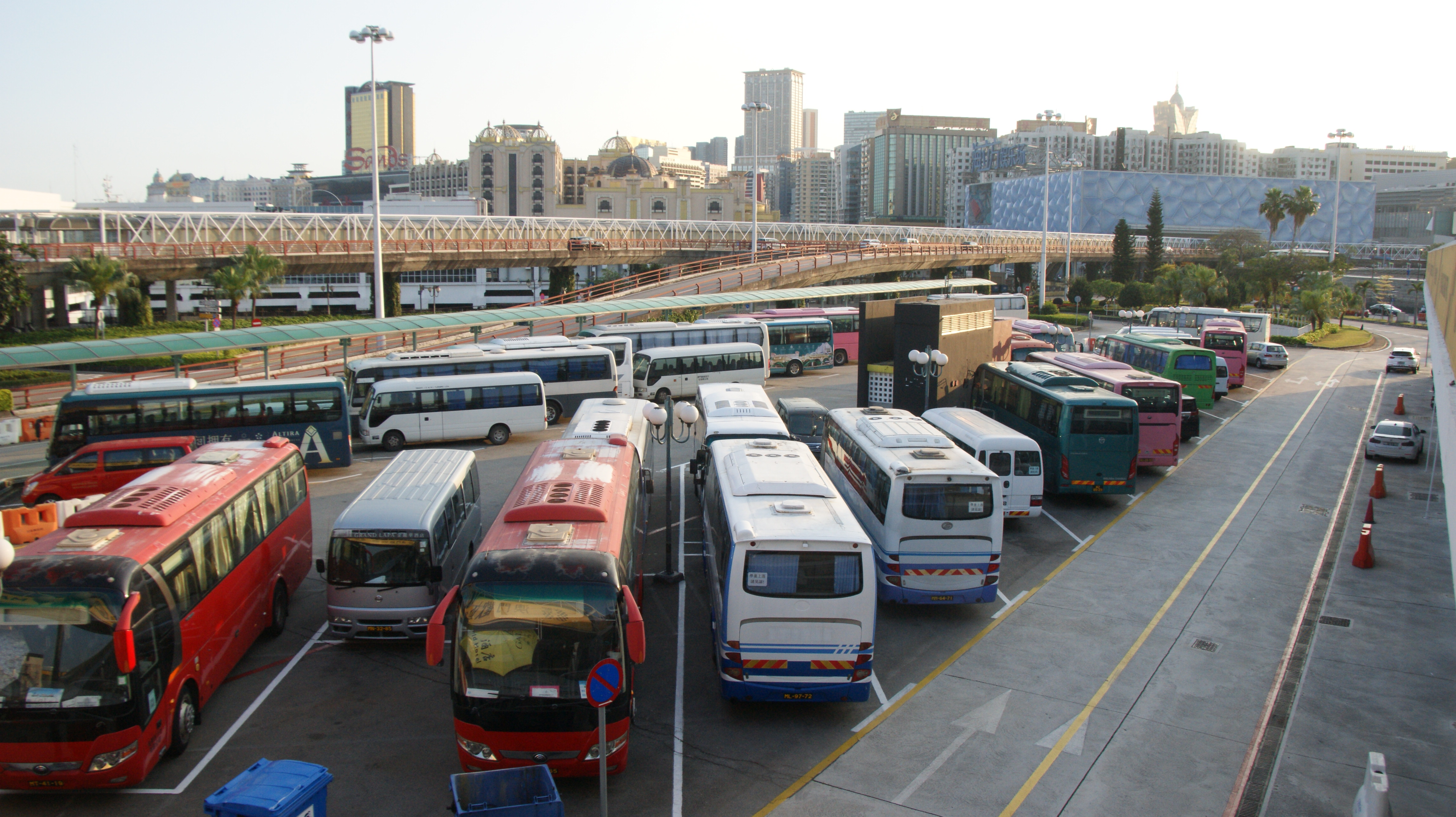
大樓後駐車場，旅遊巴士平日會在這裡停泊

整個建築包括了一棟兩層樓高的停車場、維修中心、行政大樓和一座控制塔台。此塔台在完工後也成為澳門的著名地標之一。其中的隧道、通道與高架道路等建設主要連接並貫通著整個賽車場的裝置、高速快艇的渡口、地下停車場，與市中心的多項公共設施。
該中心佔地總面積一萬二千六百平方米。其中賽車修理站共有四十個，每個均有水電及氣泵供應，且站與站間由卷閘相隔，可據車隊大小而進行調整，主要供參加格蘭披士之三級方程式和東望洋賽事的車隊使用。修理站的二樓為行政大樓，設有會議室、貴賓室、電視轉播室及新聞中心。中央露台為頒獎台。賽車控制塔樓高四層，一樓為警員駐守。賽事監督辦事處位於二樓，計時工作將會在三樓進行，賽車控制中心設在四樓。天台為開放式平台。有一行人天橋與碼頭相接。停車場位於修理站與新碼頭之間。地庫設兩層停車場，該賽車維修停泊，可容納六百部車輛。地面則為臨時停車處。該停車場在賽車期外，地庫兩層停車場則供私家車停泊，地面則讓大型旅遊車使用。

## 外部連結
- 澳門格蘭披治大賽車官方網頁 （页面存档备份，存于）